# الكرادي (الرقة)
الكرادي قرية سورية تتبع ناحية المنصورة في منطقة الثورة في محافظة الرقة. بلغ عدد سكانها 150 نسمة في عام 2004 حسب إحصاء المكتب المركزي للإحصاء.